# Termitoonops spinosissimus
Termitoonops spinosissimus är en spindelart som beskrevs av Benoit 1964. Termitoonops spinosissimus ingår i släktet Termitoonops och familjen dansspindlar.
Artens utbredningsområde är Kongo. Inga underarter finns listade i Catalogue of Life.